# Alex Hofmann

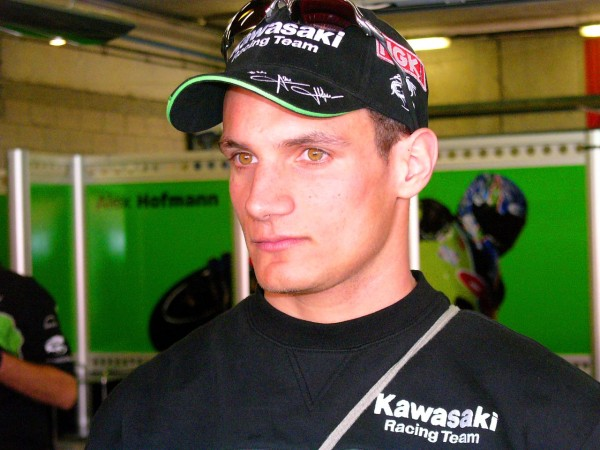
Alex Hofmann

Alex Hofmann, född den 24 maj 1980 i Mindelheim, är en tysk roadracingförare.

## Roadracingkarriär
Hofmann körde 2002–2007 i MotoGP för WCM Yamaha, Kawasaki och Ducati. Han nådde som bäst en femte plats i Frankrike 2007. Han fick sparken av Ducatis privatstall D'Antin, efter att ha brutit ett race p.g.a. motivationsproblem, på väg mot ett par värdefulla poäng.